# Derby Przemyśla w piłce nożnej
Derby Przemyśla – mecze derbowe głównie pomiędzy drużynami Polonii Przemyśl i Czuwajem Przemyśl oraz innych drużyn wywodzących się z Przemyśla.
W historii derbów Przemyśla uczestnikami były kluby: 
- Polonia Przemyśl (zał. 1909)
- Czuwaj Przemyśl (zał. 1918)
- Polna Przemyśl (zał. 1935)
- Sian Przemyśl (zał. 1929)
- Gwardia Przemyśl

## Lata 1935–1939
W latach międzywojennych w derbach uczestniczyły zespoły:
- Polonia Przemyśl
- Czuwaj Przemyśl
- Sian Przemyśl

Z okazji 10-lecia istnienia HKS Czuwaj Przemyśl w ramach „Tygodnia Sportowego” w niedzielę 27 maja 1928 rozegrano na stadionie Polonii towarzyski mecz Polonia - Czuwaj, w którym zwyciężyli gospodarze 2:0.
Pierwsze oficjalne derby Przemyśla miały miejsce w 1935 roku w ramach mistrzostw ligi okręgowej Lwowskiego OZPN (regionalna druga klasa rozgrywkowa w Polsce). Wcześniej do pojedynków pierwszych drużyn dochodziło tylko w meczach towarzyskich. Zdarzały się też sezony, w których rywalizowały ze sobą drużyny rezerw, jednak tych meczów nie uwzględniono w poniższych tabelach. W czterech sezonach drugiej połowy lat 30. XX wieku rywalizowały ze sobą Czuwaj i Polonia, a w dwóch kolejnych Polonia i Sian.
Przed meczem towarzyskim planowanym na 27 marca 1938 z ukraińskim zespołem Sian Przemyśl działacze Polonii zastrzegli, by wydrukować afisze meczowe tylko w języku polskim, jednak przeciwnicy przygotowali afisze także w języku ukraińskim, wobec czego Polonia odwołała to spotkane. Odmiennie postąpili działacze Czuwaju, który wcześniej w tym samym miesiącu sami polecili wydrukować afisze w języku ukraińskim przed meczem z Sianem, określanym w przemyskiej polskiej prasie jako szowinistyczny klub ruski (czasopismo „Ziemia Przemyska” skrytykowała za to działaczy HKS Czuwaj).
W okresie II Rzeczypospolitej rywalizacja derbowa pomiędzy Czuwajem a Polonią toczyła się także w piłce ręcznej oraz w hokeju na lodzie.
| Sezon     | Liga                                  | Data         | Rezultat                   | Gole                                                                | Uwagi                                                                                   |
| --------- | ------------------------------------- | ------------ | -------------------------- | ------------------------------------------------------------------- | --------------------------------------------------------------------------------------- |
| 1935      | Liga okręgowa, Lwów                   | 09 VI 1935   | Polonia – Czuwaj 2:0 (0:0) | Skupnik, Neumayer                                                   |                                                                                         |
| 1935      | Liga okręgowa, Lwów                   | 04 VIII 1935 | Czuwaj – Polonia 5:1 (1:1) | Kryśków (2), Kobierzyński, Czernecki, ? / Neumayer                  |                                                                                         |
| 1936      | Liga okręgowa, Lwów, (runda finałowa) | 28 VI 1936   | Polonia – Czuwaj 1:0 (0:0) | Klein 45'                                                           | Widownia: ok. 4000                                                                      |
| 1936      | Liga okręgowa, Lwów, (runda finałowa) | 05 VII 1936  | Czuwaj – Polonia 4:2 (1:0) | Dmytryszyn 37', ??, Kryśków 65', Czernecki / Bloch 55', Jędruch 87' | Widownia: ok. 3000                                                                      |
| 1936      | Liga okręgowa, Lwów, (runda finałowa) | 12 VII 1936  | Polonia – Czuwaj 3:2 (1:1) | Czajor (2), Bloch / Dmytryszyn (2)                                  | Widownia: ok. 4000 · Mecz rozegrany na neutralnym terenie we Lwowie · Dmytryszyn (C) k. |
| 1936/1937 | Liga okręgowa, Lwów                   | 18 X 1936    | Czuwaj – Polonia 4:0 (2:0) | Dmytryszyn (2), Czernecki, Dobrowolski                              |                                                                                         |
| 1936/1937 | Liga okręgowa, Lwów                   | 16 V 1937    | Polonia – Czuwaj 2:0 (1:0) | Jędruch (2)                                                         |                                                                                         |
| 1937/1938 | Liga okręgowa, Lwów                   | 22 VIII 1937 | Polonia – Czuwaj 4:2 (3:1) | Dyki (2), Łuć, Gruszka / Czernecki, Martini                         |                                                                                         |
| 1937/1938 | Liga okręgowa, Lwów                   | 03 IV 1938   | Czuwaj – Polonia 1:1 (1:0) | Czernecki / Jędruch                                                 |                                                                                         |
| 1938/1939 | Liga okręgowa, Lwów                   | 14 VIII 1938 | Polonia - Sian 3:0 (2:0)   |                                                                     |                                                                                         |
| 1938/1939 | Liga okręgowa, Lwów                   | 09 IV 1939   | Sian – Polonia 2:3 (0:2)   | Turko 75', 76' / Zieliński (k.), Klein, ??                          |                                                                                         |
| 1939/1940 | Liga okręgowa, Lwów                   | 1939         | Sian – Polonia             |                                                                     | sezon przerwany przez wybuch II wojny światowej                                         |
| 1939/1940 | Liga okręgowa, Lwów                   | 1940         | Polonia – Sian             |                                                                     | sezon przerwany przez wybuch II wojny światowej                                         |

- 1935: 8 – Polonia, 9 – Czuwaj (/11)
- 1936: 1 – Czuwaj (Gr. I, /5), 1 – Polonia (Gr. II, /5); finał Polonia – Czuwaj 1:0, 2:4, 3:2
- 1936/1937: 6 – Polonia, 7 – Czuwaj (/12)[16]
- 1937/1938: 3 – Polonia, 13 – Czuwaj   (/14)[17]
- 1938/1939: 9 – Sian, 13 – Polonia (/13)
- 1939/1940: sezon przerwany przez wybuch II wojny światowej; uczestniczyły Polonia i Sian (/11).

## Lata 1946–1991
W okresie PRL rywalizowało ze sobą najwięcej drużyn, a były nimi:
- Polonia Przemyśl
- Czuwaj Przemyśl
- Polna Przemyśl
- Gwardia Przemyśl

W tamtych czasach rywalizacje nosiły specjalne tytuły:
- Wielkie Derby Przemyśla (Polonia Przemyśl - Czuwaj Przemyśl)
- Małe Derby Przemyśla (Polonia Przemyśl - Polna Przemyśl oraz Czuwaj Przemyśl - Polna Przemyśl)

Ponadto mecze derbowe w Przemyślu były nazywane jako święta wojna bądź bratobójcza wojna.
We wczesnym okresie PRL stosowano nazewnictwo drużyn zgodnie z ówczesną nomenklaturą klubów w ramach zrzeszeń sportowych, wobec czego Czuwaj występował pod nazwą Kolejarz Przemyśl, a Polonia jako Związkowiec, a później jako Budowlani Przemyśl.
| Sezon     | Liga                                                                       | Data          | Rezultat                         | Gole                                                                             | Uwagi |
| --------- | -------------------------------------------------------------------------- | ------------- | -------------------------------- | -------------------------------------------------------------------------------- | --- |
| 1946/1947 | Klasa A, Rzeszów, (runda finałowa)                                         | 15 V 1947     | Polonia – Błyskawica 4:1         |                                                                                  | Źródła podały Polonię jako gospodarza obu meczów w 1947. |
| 1946/1947 | Klasa A, Rzeszów, (runda finałowa)                                         | ?? VI 1947    | Polonia – Błyskawica 4:1 (3:0)   | Filipowicz, Laba, Wojtynowski, Gruszka / Piechnik                                | Źródła podały Polonię jako gospodarza obu meczów w 1947. |
| 1947/1948 | Klasa A, Podokręg Przemyśl                                                 | 26 X 1947     | Czuwaj – Polonia 5:0             |                                                                                  | |
| 1947/1948 | Klasa A, Podokręg Przemyśl                                                 | 23 V 1948     | Polonia – Czuwaj 2:2 (2:1)       | Droń, Stokrotka / Drzewiński, Martini                                            | Widownia: dużo |
| 1950      | II liga, Grupa, Wschód                                                     | 02 IV 1950    | Kolejarz – Związkowiec 0:0       |                                                                                  | Widownia: ponad 6000 |
| 1950      | II liga, Grupa, Wschód                                                     | 13 VIII 1950  | Kolejarz – Związkowiec 0:2 (0:1) | Filipowicz (2)                                                                   | Źródła podały Kolejarza jako gospodarza obu meczów w sezonie 1950. |
| 1951      | III liga, Klasa, wojewódzka, Rzeszów                                       | 06 V 1951     | Kolejarz – Gwardia 4:0 (2:0)     | Rabiej 38', Mielniczek 43', Drzewiński (k.) 50',??'                              | |
| 1951      | III liga, Klasa, wojewódzka, Rzeszów                                       | 23 VI 1951    | Gwardia – Kolejarz 0:1 (0:1)     | Opala 10'                                                                        | Mecz zaległy. Źródło podały Kolejarza jako gospodarza meczu. |
| 1952      | III liga, Rzeszów, I Klasa, Grupa III                                      | 08 VI 1952    | Kolejarz – Gwardia 5:1 (4:1)     | Mielniczek 8', 25', 82', Piwowar 18', Lewandowski 45' / Kawiński 31'             | Źródła podały Kolejarza jako gospodarza obu meczów. W tej grupie występował także zespół Budowlani Ib Przemyśl, będący drużyną rezerwową klubu występującego wówczas w II lidze edycji 1952. |
| 1952      | III liga, Rzeszów, I Klasa, Grupa III                                      | 20 VII 1952   | Kolejarz – Gwardia 4:1 (3:0)     |                                                                                  | Źródła podały Kolejarza jako gospodarza obu meczów. W tej grupie występował także zespół Budowlani Ib Przemyśl, będący drużyną rezerwową klubu występującego wówczas w II lidze edycji 1952. |
| 1953      | III liga, Liga Okręgowa, Rzeszowsko– Lubelska                              | 15 III 1953   | Kolejarz – Budowlani 0:2 (0:1)   | Czyżowski k.?9', Kwiatkowski (s.)                                                | |
| 1953      | III liga, Liga Okręgowa, Rzeszowsko– Lubelska                              | 23 VIII 1953  | Budowlani – Kolejarz 0:0         |                                                                                  | Widownia: ok. 2000 |
| 1954      | III liga, Liga Okręgowa, Rzeszowsko– Lubelska                              | 16 V 1954     | Kolejarz – Budowlani 1:0 (1:0)   | Jezierski 18'                                                                    | |
| 1954      | III liga, Liga Okręgowa, Rzeszowsko– Lubelska                              | 29 VIII 1954  | Budowlani – Kolejarz 3:0 (1:0)   | Droń 25', 85', 86'                                                               | Czyżowski (P) k. |
| 1955      | III liga, Liga Okręgowa, Rzeszowsko– Lubelska                              | 12 VI 1955    | Polonia – Kolejarz 4:0 (1:0)     | Droń 25', 50', Krajewski 52', 65'                                                | |
| 1955      | III liga, Liga Okręgowa, Rzeszowsko– Lubelska                              | 18 IX 1955    | Kolejarz – Polonia 0:0           |                                                                                  | |
| 1956      | III liga, Liga Okręgowa, Rzeszowsko– Lubelska                              | 20 V 1956     | Kolejarz – Polonia 2:1 (0:0)     | Kawiak 80', 8?' / Krajewski 75'                                                  | Widownia: rekord frekwencji |
| 1956      | III liga, Liga Okręgowa, Rzeszowsko– Lubelska                              | 19 VIII 1956  | Polonia – Kolejarz 2:0 (1:0)     | Kuropiej 25', 57'                                                                | Krajewski (P.) 55' |
| 1957      | III liga, Liga Okręgowa, Rzeszowska                                        | 07 IV 1957    | Polonia – Czuwaj 0:0             |                                                                                  | |
| 1957      | III liga, Liga Okręgowa, Rzeszowska                                        | 21 VII 1957   | Czuwaj – Polonia 0:1 (0:1)       | Kuropiej 20'                                                                     | |
| 1958      | III liga, Liga Okręgowa, Rzeszowska                                        | 19 IV 1958    | Czuwaj – Polna 3:1 (2:0)         |                                                                                  | Polna beniaminkiem III ligi |
| 1958      | III liga, Liga Okręgowa, Rzeszowska                                        | 24 V 1958     | Czuwaj – Polonia 0:1 (0:1)       | Czyżowski 15'                                                                    | |
| 1958      | III liga, Liga Okręgowa, Rzeszowska                                        | 08 VI 1958    | Polonia – Polna 0:2 (0:0)        | Wydra (s.) 70', Hul 80'                                                          | |
| 1958      | III liga, Liga Okręgowa, Rzeszowska                                        | 20 VII 1958   | Polna – Czuwaj 1:2 (0:0)         | Olejarski 88' / Piwowar 74', Ochalski I (k.) 81'                                 | |
| 1958      | III liga, Liga Okręgowa, Rzeszowska                                        | 17 VIII 1958  | Polonia – Czuwaj 3:0 (1:0)       | Wołowicz 30', Miśkiewicz 77', Kuropiej 80'                                       | |
| 1958      | III liga, Liga Okręgowa, Rzeszowska                                        | 21 IX 1958    | Polna – Polonia 0:1 (0:1)        | Wołowicz 10'                                                                     | Ślęczek (Polna) 75' |
| 1959      | III liga, Liga Okręgowa, Rzeszowska                                        | 03 V 1959     | Czuwaj – Polna 2:1 (1:1)         | Kaczmarski 45', Lewandowski 57' / Patroś 25'                                     | |
| 1959      | III liga, Liga Okręgowa, Rzeszowska                                        | 10 V 1959     | Polonia – Czuwaj 5:1 (2:1)       | Kawiak 3', Kuropiej 10', 51', Piechnik 48', Miśkiewicz 58' / Piwowar 9'          | |
| 1959      | III liga, Liga Okręgowa, Rzeszowska                                        | 14 VI 1959    | Polonia – Polna 2:2 (0:1)        | Piechnik 69', Kawiak 78' / Śmigielski 21', Kowalik 85'                           | |
| 1959      | III liga, Liga Okręgowa, Rzeszowska                                        | 09 VIII 1959  | Polna – Czuwaj 1:2 (0:1)         | Kowalik 61' / Ekiert 29', Kaczmarski 46'                                         | Na boisku Gwardii. Widownia: rekordowa frekwencja |
| 1959      | III liga, Liga Okręgowa, Rzeszowska                                        | 16 VIII 1959  | Czuwaj – Polonia 2:0 (1:0)       | Poczesny 10', 72'                                                                | Na wyremontowanym stadionie Czuwaju |
| 1959      | III liga, Liga Okręgowa, Rzeszowska                                        | 20 IX 1959    | Polna – Polonia 0:2 (0:1)        | Krajewski (g.) 30', Kawiak (w.) 66'                                              | |
| 1960      | III liga, Liga Okręgowa, Rzeszowska                                        | 27 III 1960   | Polna – Czuwaj 1:2 (0:1) 0:3 w.  | Czajczyk 75' / Lewkowicz 1', Skowron 66'                                         | Walkower dla Czuwaju przyznany za występ w meczu nieuprawnionego do gry Adama Czajczyka w składzie Polnej                                                                                    |
| 1960      | III liga, Liga Okręgowa, Rzeszowska                                        | 18 IV 1960    | Czuwaj – Polonia 1:1 (1:0)       | Lewandowski 12' / Wołowicz 56'                                                   | Widownia: komplet |
| 1960      | III liga, Liga Okręgowa, Rzeszowska                                        | 15 V 1960     | Polna – Polonia 1:2 (1:0)        | Idler 8' / Kawiak 80', Wołowicz 88'                                              | W 2. poł. kontuzjowani Klocko z Polonii (55') i Kowalik z Polnej na pewien czas zeszli z boiska                                                                                              |
| 1960      | III liga, Liga Okręgowa, Rzeszowska                                        | 05 VI 1960    | Czuwaj – Polna 4:2 (4:2)         | Piwowar 5', Zatłonkal 8', Lewandowski 20', Busz 25' / Idler 10', Rygel 31'       | |
| 1960      | III liga, Liga Okręgowa, Rzeszowska                                        | 19 V 1960     | Polonia – Czuwaj 0:2 (0:2)       | Lewandowski 5', Poczesny 22'                                                     | |
| 1960      | III liga, Liga Okręgowa, Rzeszowska                                        | 10 VII 1960   | Polonia – Polna 2:0 (1:0)        | Kawiak 1', Krajewski 61'                                                         | |
| 1960/1961 | III liga, Liga Okręgowa, Rzeszowska                                        | 23 X 1960     | Polonia – Czuwaj 2:0 (1:0)       | Kawiak 39', Wołowicz 46'                                                         | Widownia: rekord frekwencji |
| 1960/1961 | III liga, Liga Okręgowa, Rzeszowska                                        | 28 V 1961     | Czuwaj – Polonia 1:3 (0:2)       | Piwowar (r.) 78' / Kuropiej 11', Kawiak 43', 47'                                 | Widownia: rekord frekwencji |
| 1961/1962 | III liga, Liga Okręgowa, Rzeszowska                                        | 03 IX 1961    | Czuwaj – Polonia 0:1 (0:1)       | Krajewski 30'                                                                    | Widownia: rekord frekwencji |
| 1961/1962 | III liga, Liga Okręgowa, Rzeszowska                                        | 24 IX 1961    | Polna – Polonia 2:2 (0:2)        | Olejarski 50', 52' / Kawiak 21', Krajewski 39'                                   | Widownia: rekord frekwencji |
| 1961/1962 | III liga, Liga Okręgowa, Rzeszowska                                        | 12 XI 1961    | Polna – Czuwaj 2:0 (2:0)         | Olejarski 10', Rudy 43'                                                          | Mazur (C) przed 45' |
| 1961/1962 | III liga, Liga Okręgowa, Rzeszowska                                        | 01 IV 1962    | Polonia – Czuwaj 3:3 (1:1)       | Gajewski 44, Kuropiej 46', Piechnik (w.) 55' / Lewkowicz 22', 85', Busz 84       | Widownia: rekord frekwencji |
| 1961/1962 | III liga, Liga Okręgowa, Rzeszowska                                        | 15 IV 1962    | Polonia – Polna 2:1 (1:1)        | Piechnik 36', Sznajder 46' / Olejarski 44'                                       | |
| 1961/1962 | III liga, Liga Okręgowa, Rzeszowska                                        | 03 VI 1962    | Czuwaj – Polna 1:0 (1:0)         | Brożyniak (w.) 22'                                                               | Lewkowicz (C) k. 20' |
| 1962/1963 | III liga, Grupa Rzeszowska                                                 | 16 IX 1962    | Czuwaj – Polonia 2:0 (2:0)       | Lewandowski 10', 32'                                                             | Widownia: rekordowa frekwencja |
| 1962/1963 | III liga, Grupa Rzeszowska                                                 | 14 IV 1963    | Polonia – Czuwaj 1:3 (1:1)       | Iwanow (k.) 40' / Poczesny 5', Busz 73', 85'                                     | Widownia: komplet |
| 1963/1964 | III liga, Grupa Rzeszowska                                                 | 15 IX 1963    | Czuwaj – Polna 4:1 (1:1)         | Szkabarnicki 44', Lewandowski 55', Ekert 65', Busz 89' / Pluta 16'. Bik (P) k.   | |
| 1963/1964 | III liga, Grupa Rzeszowska                                                 | 22 IV 1964    | Polna – Czuwaj 0:2 (0:1)         | Szkabarnicki (k.) 44', Lewandowski 63',                                          | Od ok. 76' Polna grała w dziesięciu z powodu kontuzji Kowalika |
| 1964/1965 | III liga, Grupa VII Rzeszowska                                             | 11 X 1964     | Czuwaj – Polonia 3:1 (0:0)       | Wiącek (w.) 52', Lewandowski 63', Busz 80' / Fenik (s.) 62'                      | |
| 1964/1965 | III liga, Grupa VII Rzeszowska                                             | 19 V 1965     | Polonia – Czuwaj 0:0             |                                                                                  | Widownia: komplet |
| 1965/1966 | IV liga, Klasa A                                                           | 11 IX 1965    | Polna – Czuwaj 1:0 (1:0)         |                                                                                  | |
| 1965/1966 | IV liga, Klasa A                                                           | 29 V 1966     | Czuwaj – Polna 2:1 (0:0)         |                                                                                  | |
| 1966/1967 | V liga, Klasa A                                                            | 04 IX 1966    | Polna – Polonia 0:1 (0:1)        |                                                                                  | |
| 1966/1967 | V liga, Klasa A                                                            | 23 IV 1967    | Polonia – Polna 0:2 (0:1)        |                                                                                  | |
| 1967/1968 | V liga, Klasa A                                                            | 05 XI 1967    | Polna – Polonia 2:0 (0:0)        |                                                                                  | |
| 1967/1968 | V liga, Klasa A                                                            | 04 VII 1968   | Polonia – Polna 1:0 (1:0)        |                                                                                  | |
| 1968/1969 | V liga, Klasa A, Grupa II                                                  | 13 X 1968     | Polonia – Polna 1:2 (1:1)        |                                                                                  | |
| 1968/1969 | V liga, Klasa A, Grupa II                                                  | 05 VI 1969    | Polna – Polonia 0:1 (0:1)        |                                                                                  | |
| 1969/1970 | V liga, Klasa A, Grupa I                                                   | 31 VIII 1969  | Polonia – Polna 1:1 (1:1)        |                                                                                  | |
| 1969/1970 | V liga, Klasa A, Grupa I                                                   | 19 IV 1970    | Polna – Polonia 2:1 (0:1)        |                                                                                  | |
| 1970/1971 | V liga, Klasa A, Grupa II                                                  | 27 IX 1970    | Polna – Polonia 0:0              |                                                                                  | |
| 1970/1971 | V liga, Klasa A, Grupa II                                                  | 30 V 1971     | Polonia – Polna 1:0 (1:0)        |                                                                                  | |
| 1971/1972 | IV liga, Klasa Okręgowa, Rzeszowska                                        | 26 IX 1971    | Polonia – Czuwaj 2:1 (2:1)       | Szewczyk 12', 27' / Krzysztof 15'                                                | Widownia: komplet. Pierwsze od 5 lat wielkie derby. |
| 1971/1972 | IV liga, Klasa Okręgowa, Rzeszowska                                        | 21 V 1972     | Czuwaj – Polonia 2:1 (0:0)       | Woźniak (k.) 85', 88' / Rabski 72'                                               | Widownia: rekordowa frekwencja |
| 1972/1973 | IV liga, Klasa Okręgowa, Rzeszowska                                        | 13 VIII 1972  | Polonia – Polna 1:1 (0:1)        | Szewczyk 65' / Choma 38'                                                         | |
| 1972/1973 | IV liga, Klasa Okręgowa, Rzeszowska                                        | 03 IX 1972    | Czuwaj – Polonia 0:0             |                                                                                  | Widownia: komplet |
| 1972/1973 | IV liga, Klasa Okręgowa, Rzeszowska                                        | 24 IX 1972    | Polna – Czuwaj 2:4 (2:1)         | Bobko (k.) 17', Rudy (k.) 20' / Busz 30', 71', Woźniak 65', Krzysztof 88'        | |
| 1972/1973 | IV liga, Klasa Okręgowa, Rzeszowska                                        | 01 IV 1973    | Polna – Polonia 3:1 (1:0)        | Czekała 17', Szor 68', Bobko 70' / Bandrowicz (k.) 90'                           | |
| 1972/1973 | IV liga, Klasa Okręgowa, Rzeszowska                                        | 29 IV 1973    | Polonia – Czuwaj 0:0             |                                                                                  | |
| 1972/1973 | IV liga, Klasa Okręgowa, Rzeszowska                                        | 20 V 1973     | Czuwaj – Polna 3:4 (1:2)         | Woźniak (k.) 13', Wolański 55', Moch 74' / Rudy 15', 65', Hulewicz 27', Szor 85' | |
| 1973/1974 | III liga, Klasa Okręgowa, Grupa Rzeszowska                                 | 12 VIII 1973  | Polna – Czuwaj 1:0 (0:0)         | Bobko                                                                            | |
| 1973/1974 | III liga, Klasa Okręgowa, Grupa Rzeszowska                                 | 23 IX 1973    | Polonia – Czuwaj 1:0 (1:0)       | Panek 20'                                                                        | |
| 1973/1974 | III liga, Klasa Okręgowa, Grupa Rzeszowska                                 | 21 X 1973     | Polonia – Polna 0:0              |                                                                                  | |
| 1973/1974 | III liga, Klasa Okręgowa, Grupa Rzeszowska                                 | 24 III 1974   | Czuwaj – Polna 0:1 (0:1)         | Ważny 28'                                                                        | |
| 1973/1974 | III liga, Klasa Okręgowa, Grupa Rzeszowska                                 | 05 V 1974     | Czuwaj – Polonia 2:0 (1:0)       | Woźniak (k.) 30', Wolański 50'                                                   | |
| 1973/1974 | III liga, Klasa Okręgowa, Grupa Rzeszowska                                 | 02 VI 1974    | Polna – Polonia 0:0              |                                                                                  | |
| 1974/1975 | III liga, Klasa Wojewódzka, Grupa Rzeszowska                               | 15 IX 1974    | Czuwaj – Polonia 0:2 (0:0)       | Panek 60', Szewczyk 80'                                                          | |
| 1974/1975 | III liga, Klasa Wojewódzka, Grupa Rzeszowska                               | 13 X 1974     | Czuwaj – Polna 0:0               |                                                                                  | |
| 1974/1975 | III liga, Klasa Wojewódzka, Grupa Rzeszowska                               | 17 XI 1974    | Polna – Polonia 0:0              |                                                                                  | |
| 1974/1975 | III liga, Klasa Wojewódzka, Grupa Rzeszowska                               | 20 IV 1975    | Polonia – Czuwaj 2:1 (1:1)       | Duda (k.) 43', Panek 85' / Ochalski 15'                                          | |
| 1974/1975 | III liga, Klasa Wojewódzka, Grupa Rzeszowska                               | 10 V 1975     | Polna – Czuwaj 2:1 (1:1)         | Hnatkiewicz 15', Załoga 72' / Czopik 40'                                         | |
| 1974/1975 | III liga, Klasa Wojewódzka, Grupa Rzeszowska                               | 08/09 VI 1975 | Polonia – Polna 0:1 (0:0)        | Hnatkiewicz 80'                                                                  | |
| 1975/1976 | III liga, Klasa Okręgowa, Grupa Rzeszowska                                 | 31 VIII 1975  | Polna – Polonia 1:1              |                                                                                  | |
| 1975/1976 | III liga, Klasa Okręgowa, Grupa Rzeszowska                                 | 11 IV 1976    | Polonia – Polna 1:0 (0:0)        | Szewczyk 66'                                                                     | |
| 1976/1977 | IV liga, Klasa A Wojewódzka, Grupa Przemyska                               | 17 IX 1976    | Polonia – Czuwaj 1:2 (1:2)       |                                                                                  | W tym sezonie występowała również Polna II Przemyśl |
| 1976/1977 | IV liga, Klasa A Wojewódzka, Grupa Przemyska                               | 22 V 1977     | Czuwaj – Polonia 2:0 (2:0)       |                                                                                  | W tym sezonie występowała również Polna II Przemyśl |
| 1977/1978 | IV liga, Klasa Okręgowa Międzywojewódzka                                   | 17 IX 1977    | Polonia – Czuwaj 0:0             |                                                                                  | W tym sezonie występowała również Polna II Przemyśl |
| 1977/1978 | IV liga, Klasa Okręgowa Międzywojewódzka                                   | 07 V 1978     | Czuwaj – Polonia 4:0 (1:0)       | Kowal, Oczoś, Czopik (w.), Wolański                                              | W tym sezonie występowała również Polna II Przemyśl |
| 1978/1979 | III liga, Klasa Międzywojewódzka, Grupa IV                                 | 24 IX 1978    | Czuwaj – Polna 0:1 (0:1)         | Bandrowicz (k.) 20'                                                              | Wolański (C) |
| 1978/1979 | III liga, Klasa Międzywojewódzka, Grupa IV                                 | 13 V 1979     | Polna – Czuwaj 0:0               |                                                                                  | Widownia: ponad 5000 |
| 1979/1980 | III liga, Klasa Międzywojewódzka, Grupa IV                                 | 28 X 1979     | Czuwaj – Polna 0:0               |                                                                                  | |
| 1979/1980 | III liga, Klasa Międzywojewódzka, Grupa IV                                 | 01 VI 1980    | Polna – Czuwaj 0:2 (0:1)         | Kaczmarski 37', Ochalski (w.) 86'                                                | Widownia: 100 |
| 1980/1981 | IV liga, Klasa Okręgowa, Grupa Przemyska                                   | 07 IX 1980    | Polna – Polonia 0:0              |                                                                                  | |
| 1980/1981 | IV liga, Klasa Okręgowa, Grupa Przemyska                                   | 20 IX 1980    | Polna – Czuwaj 0:0               |                                                                                  | |
| 1980/1981 | IV liga, Klasa Okręgowa, Grupa Przemyska                                   | 12 X 1980     | Czuwaj – Polonia 2:1 (2:1)       | Śmigielski, Kowieszko / Mrozik                                                   | |
| 1980/1981 | IV liga, Klasa Okręgowa, Grupa Przemyska                                   | ?? IV 1981    | Polonia – Polna 0:2              |                                                                                  | |
| 1980/1981 | IV liga, Klasa Okręgowa, Grupa Przemyska                                   | 02 V 1981     | Czuwaj – Polna 0:0               |                                                                                  | |
| 1980/1981 | IV liga, Klasa Okręgowa, Grupa Przemyska                                   | 23 V 1981     | Polonia – Czuwaj 0:0             |                                                                                  | |
| 1981/1982 | IV liga, Klasa M (Międzyokręgowa), Grupa Krośnieńsko- Przemysko-Rzeszowska | 11 X 1981     | Polonia – Czuwaj 1:1 (0:0)       |                                                                                  | |
| 1981/1982 | IV liga, Klasa M (Międzyokręgowa), Grupa Krośnieńsko- Przemysko-Rzeszowska | 30 V 1982     | Czuwaj – Polonia 4:0 (1:0)       |                                                                                  | |
| 1982/1983 | III liga, Grupa VIII                                                       | 14 VIII 1982  | Polna – Czuwaj 0:1 (0:1)         | Sabor 10'                                                                        | Widownia: niespełna 2500 |
| 1982/1983 | III liga, Grupa VIII                                                       | 02 IV 1983    | Czuwaj – Polna 1:1 (0:1)         | Derdziński (k.) 61' / Sagan 25'                                                  | Lubieniecki 52' |
| 1983/1984 | III liga, Grupa VIII                                                       | 03 IX 1983    | Czuwaj – Polna 1:1 (1:0)         | Górniak 39' / Nowakowicz 76'                                                     | Widownia: niespełna 2500 |
| 1983/1984 | III liga, Grupa VIII                                                       | 07 IV 1984    | Polna – Czuwaj 0:0               |                                                                                  | W 2. poł. meczu na murawie pojawił się zając |
| 1984/1985 | IV liga, Klasa Wojewódzka, Grupa Przemyska                                 | 26 X 1984     | Polonia – Polna 1:1              |                                                                                  | |
| 1984/1985 | IV liga, Klasa Wojewódzka, Grupa Przemyska                                 | 01 V 1985     | Polna – Polonia 2:1              |                                                                                  | |
| 1985/1986 | III liga, Grupa VIII                                                       | 10 VIII 1985  | Czuwaj – Polna 1:1 (1:0)         | Oczoś 25' / Łoś (g.) 51'                                                         | Widownia: niespełna 2500 |
| 1985/1986 | III liga, Grupa VIII                                                       | 06 IV 1986    | Polna – Czuwaj 0:0               |                                                                                  | |
| 1986/1987 | IV liga, Klasa M (Międzyokręgowa), Grupa Krośnieńska                       | 06 IX 1986    | Polonia – Polna 1:0              |                                                                                  | |
| 1986/1987 | IV liga, Klasa M (Międzyokręgowa), Grupa Krośnieńska                       | 18 X 1986     | Polonia – Czuwaj 3:4             |                                                                                  | |
| 1986/1987 | IV liga, Klasa M (Międzyokręgowa), Grupa Krośnieńska                       | 26 X 1986     | Czuwaj – Polna 1:0               |                                                                                  | |
| 1986/1987 | IV liga, Klasa M (Międzyokręgowa), Grupa Krośnieńska                       | 02 V 1987     | Polna – Polonia 1:2              |                                                                                  | |
| 1986/1987 | IV liga, Klasa M (Międzyokręgowa), Grupa Krośnieńska                       | 13 VI 1987    | Czuwaj – Polonia 2:0             |                                                                                  | |
| 1986/1987 | IV liga, Klasa M (Międzyokręgowa), Grupa Krośnieńska                       | 18 VI 1987    | Polna – Czuwaj 2:1               |                                                                                  | |
| 1987/1988 | IV liga, Klasa M (Międzyokręgowa), Grupa Przemyska                         | 18 X 1987     | Polonia – Polna 0:5              |                                                                                  | |
| 1987/1988 | IV liga, Klasa M (Międzyokręgowa), Grupa Przemyska                         | 11 VI 1988    | Polna – Polonia 2:2              |                                                                                  | |
| 1988/1989 | IV liga, Klasa M (Międzyokręgowa), Grupa Przemyska                         | 13 VIII 1988  | Polna – Polonia 1:1              |                                                                                  | |
| 1988/1989 | IV liga, Klasa M (Międzyokręgowa), Grupa Przemyska                         | 30 IX 1988    | Czuwaj – Polna 2:1               |                                                                                  | |
| 1988/1989 | IV liga, Klasa M (Międzyokręgowa), Grupa Przemyska                         | 23 X 1988     | Polonia – Czuwaj 0:1             |                                                                                  | W czasie obchodów 70-lecia Czuwaju |
| 1988/1989 | IV liga, Klasa M (Międzyokręgowa), Grupa Przemyska                         | 19 III 1989   | Polonia – Polna 1:1              |                                                                                  | |
| 1988/1989 | IV liga, Klasa M (Międzyokręgowa), Grupa Przemyska                         | 06 V 1989     | Polna – Czuwaj 3:3               |                                                                                  | |
| 1988/1989 | IV liga, Klasa M (Międzyokręgowa), Grupa Przemyska                         | 27 V 1989     | Czuwaj – Polonia 0:0             |                                                                                  | |
| 1989/1990 | IV Liga Regionalna, Grupa Rzeszowska                                       | 19 VIII 1989  | Czuwaj – Polonia 2:0             |                                                                                  | |
| 1989/1990 | IV Liga Regionalna, Grupa Rzeszowska                                       | 30 IX 1989    | Czuwaj – Polna 1:2               |                                                                                  | |
| 1989/1990 | IV Liga Regionalna, Grupa Rzeszowska                                       | 21 X 1989     | Polna – Polonia 0:1              |                                                                                  | |
| 1989/1990 | IV Liga Regionalna, Grupa Rzeszowska                                       | 01 IV 1990    | Polonia – Czuwaj 1:2             |                                                                                  | |
| 1989/1990 | IV Liga Regionalna, Grupa Rzeszowska                                       | 12 V 1990     | Polna – Czuwaj 1:1               |                                                                                  | |
| 1989/1990 | IV Liga Regionalna, Grupa Rzeszowska                                       | 02 VI 1990    | Polonia – Polna 2:1              |                                                                                  | |
| 1990/1991 | IV Liga Regionalna, Grupa Rzeszowska                                       | 10 VIII 1990  | Czuwaj – Polna 2:1               |                                                                                  | |
| 1990/1991 | IV Liga Regionalna, Grupa Rzeszowska                                       | 15 IX 1990    | Polonia – Polna 1:2              |                                                                                  | |
| 1990/1991 | IV Liga Regionalna, Grupa Rzeszowska                                       | 28 IX 1990    | Polonia – Czuwaj 2:0             |                                                                                  | |
| 1990/1991 | IV Liga Regionalna, Grupa Rzeszowska                                       | 30 III 1991   | Polna – Czuwaj 0:3               |                                                                                  | |
| 1990/1991 | IV Liga Regionalna, Grupa Rzeszowska                                       | 04 V 1991     | Polna – Polonia 0:4              |                                                                                  | |
| 1990/1991 | IV Liga Regionalna, Grupa Rzeszowska                                       | 18 V 1991     | Czuwaj – Polonia 1:1             |                                                                                  | |

- 1950: 7 – Związkowiec, 9 – Kolejarz Przemyśl   (/10)[170]
- 1951: 1 – Kolejarz, 8 – Gwardia (/8)[171]
- 1952: 1 – Kolejarz, 3 – Gwardia   (/6)[172]
- 1953: 4 – Budowlani, 7 – Kolejarz (/12)[173]
- 1954: 5 – Budowlani, 6 – Kolejarz (/9)[174]
- 1955: 4 – Polonia, 9 – Kolejarz (/12)[175]
- 1956: 3 – Kolejarz, 7 – Polonia (/12)[176]
- 1957: 2 – Polonia, 10 – Czuwaj (/12)
- 1958: 4 – Polonia, 9 – Polna, 10 – Czuwaj (/12)[177]
- 1959: 5 – Polonia, 7 – Czuwaj, 9 – Polna (/12)[178]
- 1960: 3 – Czuwaj, 6 – Polonia, 12 – Polna   (/12)[179]
- 1960/1961: 2 – Polonia, 3 – Czuwaj (/12)[180]
- 1961/1962: 3 – Polonia, 9 – Czuwaj, 11 – Polna   (/12)[181]
- 1962/1963: 2 – Czuwaj, 12 – Polonia   (/12)[182]
- 1963/1964: 8 – Czuwaj, 13 – Polna   (/14)[183]
- 1964/1965: 4 – Polonia, 13 – Czuwaj   (/14)[184][185]
- 1965/1966: 4 – Czuwaj  , 9 – Polna (/14)[186]
- 1966/1967: 6 – Polna, 9 – Polonia (/13)[187]
- 1967/1968: 5 – Polna, 6 – Polonia (/14)[188]
- 1968/1969: 3 – Polonia, 7 – Polna (/10)[189], 5 – Polonia, 13 – Polna (/20)[190]
- 1969/1970: 3 – Polonia, 5 – Polna (/13)[191]
- 1970/1971: 1 – Polonia  , 2 – Polna (/15)[192]
- 1971/1972: 2 – Czuwaj, 8 – Polonia (/14)[193]
- 1972/1973: 6 – Polna, 7 – Polonia, 8 – Czuwaj (/14)[194]
- 1973/1974: 7 – Polonia, 8 – Czuwaj, 12 – Polna (/18)[195]
- 1974/1975: 7 – Polonia, 10 – Polna, 13 – Czuwaj   (/16)[196]
- 1975/1976: 11 – Polna, 12 – Polonia   (/14)[197]
- 1976/1977: 2 – Czuwaj, 3 lub 4 – Polonia (/14)[198]
- 1977/1978: 1 – Czuwaj  , 8 – Polonia (/14)[199]
- 1978/1979: 4 – Polna, 8 – Czuwaj (/14)[200]
- 1979/1980: 9 – Czuwaj, 15 – Polna (/15)[201]
- 1980/1981: 1 – Polna  , 2 – Czuwaj, 4 – Polonia (/12)[202]
- 1981/1982: 4 – Czuwaj  , 7 – Polonia (/16)[203]
- 1982/1983: 8 – Czuwaj, 9 – Polna (/14)[204]
- 1983/1984: 12 – Czuwaj, 13 – Polna   (/16)[205]
- 1984/1985: 1 – Polna  , 4 – Polonia (/14)[206]
- 1985/1986: 11 – Polna  , 12 – Czuwaj   (/14)[207]
- 1986/1987: 1 – Czuwaj  , 2 – Polna, 7 – Polonia (/14)[208]
- 1987/1988: 3 – Polna, 7 – Polonia (/14)[209]
- 1988/1989: 2 – Czuwaj, 6 – Polonia, 10 – Polna (/14)[210]
- 1989/1990: 5 – Czuwaj, 3 – Polna, 6 – Polonia (/14)[211]
- 1990/1991: 3 – Czuwaj, 6 – Polonia, 13 – Polna (/16)[212]

Po sezonie 1990/1991 w połowie 1991 kluby Polna Przemyśl i Polonia Przemyśl połączyły się, po czym nowy zespół występował jako Polonia Przemyśl.

## Lata 1993–2009
Od sezonu 1993/1994 rozgrywane są już tylko derby pomiędzy Czuwajem i Polonią. Najczęściej spotykali się w III lidze, jednak w późniejszych latach Polonia notowała lepsze wyniki, natomiast Czuwaj borykał się z problemami przez co derby Przemyśla były rzadkością.
| Sezon     | Liga                           | Data         | Rezultat                   | Gole                                                             | Uwagi                              |
| --------- | ------------------------------ | ------------ | -------------------------- | ---------------------------------------------------------------- | ---------------------------------- |
| 1993/1994 | III liga, Grupa V, Małopolska  | 12 IX 1993   | Czuwaj – Polonia 1:1 (1:0) | Szot 21' / Hajduk 60'                                            | Widownia: brak danych              |
| 1993/1994 | III liga, Grupa V, Małopolska  | 01 V 1994    | Polonia – Czuwaj 0:0       |                                                                  | Widownia: brak danych              |
| 1994/1995 | III liga, Grupa V, Małopolska  | 20 VIII 1994 | Polonia – Czuwaj 2:1 (2:0) | Curzytek 34', Rop 42' / Mikulec (k.) 64'                         | Widownia: brak danych              |
| 1994/1995 | III liga, Grupa V, Małopolska  | 26 III 1995  | Czuwaj – Polonia 0:0       |                                                                  | Widownia: 2500                     |
| 1995/1996 | III liga, Grupa VI, Małopolska | 22 X 1995    | Czuwaj – Polonia 2:2 (1:1) | Dołęga (g.) 38', Porębny (w.) 64' / Mazur (w.) 31', Curzytek 48' | Widownia: ok. 4000                 |
| 1995/1996 | III liga, Grupa VI, Małopolska | 12 VI 1996   | Polonia – Czuwaj 1:0 (0:0) | Rop 65'                                                          | Widownia: 3500                     |
| 1996/1997 | III liga, Grupa IV, Małopolska | 17 VIII 1996 | Polonia – Czuwaj 2:1 (2:0) | Kawecki 17', Rop (g.) 28' / Strzałkowski 66'                     | Widownia: brak danych              |
| 1996/1997 | III liga, Grupa IV, Małopolska | 29 III 1997  | Czuwaj – Polonia 1:0 (0:0) | Jaroch (g.) 66'                                                  | Kalantarow (C) 39'. Widownia: 3000 |
| 1998/1999 | III liga, Grupa II             | 16 VIII 1998 | Czuwaj – Polonia 0:3 (0:1) | Kawecki 23', D. Jaroch 55', Hajduk (g.) 60'                      | Duński (C) 39'. Widownia: 3500     |
| 1998/1999 | III liga, Grupa II             | 27 III 1999  | Polonia – Czuwaj 1:0 (1:0) | Hajduk 31'                                                       | Widownia: 2500                     |
| 2008/2009 | IV liga, Grupa Podkarpacka     | 16 VIII 2008 | Czuwaj – Polonia 0:1 (0:1) | Wanat 55'                                                        | Widownia: 3000                     |
| 2008/2009 | IV liga, Grupa Podkarpacka     | 28 III 2009  | Polonia – Czuwaj 2:0 (1:0) | Załoga (k.) 42', Gosa 76'                                        | Mecz bez publiczności              |

- 1993/1994: 8 - Polonia, 13 - Czuwaj (/18)[231]
- 1994/1995: 6 – Polonia, 14 – Czuwaj (/18)[232]
- 1995/1996: 5 – Czuwaj, 8 – Polonia (/18)[233]
- 1996/1997: 1 – Czuwaj  , 5 – Polonia (/18)[234]
- 1998/1999: 5 – Polonia, 16 – Czuwaj   (/18)[235]
- 2008/2009: 3 – Polonia, 14 – Czuwaj   (/16)

## Lata 2024–
Po spadku Polonii z IV ligi w 2024 drużyna spotkała się z Czuwajem w klasie okręgowej.
| Sezon     | Liga                           | Data         | Rezultat                        | Gole    | Uwagi                           |
| --------- | ------------------------------ | ------------ | ------------------------------- | ------- | ------------------------------- |
| 2024/2025 | Klasa okręgowa, Grupa Jarosław | 18 VIII 2024 | Czuwaj – Polonia 3:0 (walkower) |         | Polonia nie stawiła się na mecz |
| 2024/2025 | Klasa okręgowa, Grupa Jarosław | 29.III.2025  | Polonia – Czuwaj 1:0 (1:0)      | Rop 45' |                                 |